# Горошківська сільська рада
| Горошківська сільська рада — колишній орган місцевого самоврядування у Тетіївському районі Київської області з адміністративним центром у с. Горошків. Історична дата утворення: в 1919 році. Сільській раді були підпорядковані населені пункти: - с. Горошків - с. Ріденьке |

## Склад ради
Рада складалась з 14 депутатів та голови.

### Керівний склад ради
| ПІБ                         | Основні відомості                                                    | Дата обрання | Дата звільнення |
| --------------------------- | -------------------------------------------------------------------- | ------------ | --------------- |
| Ковальчук Анатолій Петрович | Сільський голова, 1962 року народження, освіта, член народної партії | 26.03.2006   | 18.06.2008      |
| Пущик Олександр Іванович    | Сільський голова, 1978 року народження, освіта вища, безпартійний    | 31.10.2010   |                 |

Примітка: таблиця складена за даними джерела